# Pirmin Stierli
Pirmin Stierli (Baar, 9 ottobre 1947) è un ex calciatore svizzero, di ruolo difensore.

## Carriera

### Club
Terzino sinistro, ha vinto sette titoli nazionali giocando con lo Zurigo. Nella stagione 1969-1970 ha una breve parentesi in Belgio, con la divisa dell'Anderlecht.

### Nazionale
Esordisce in Nazionale il 22 settembre 1968 contro l'Austria, amichevole vinta 1-0.

## Palmarès

### Club
- Campionato svizzero: 4

Zurigo: 1967-1968, 1973-1974, 1974-1975, 1975-1976
- Coppa Svizzera: 3

Zurigo: 1971-1972, 1972-1973, 1975-1976